# 18727 Пікок
18727 Пікок (18727 Peacock) — астероїд головного поясу, відкритий 22 травня 1998 року.
Тіссеранів параметр щодо Юпітера — 3,193.